# El cementerio de mis sueños
«El cementerio de mis sueños» es una canción interpretada por el grupo español Fangoria, incluida originalmente en su quinto álbum de estudio, El extraño viaje (2006). El sello discográfico DRO la publicó como tercer sencillo del álbum el 17 de julio de 2007. Fue compuesta por Alaska, Nacho Canut, Pablo Sycet y Mauro Canut, mientras que los dos primeros la produjeron. Musicalmente «El cementerio de mis sueños» es una canción de rock electrónico con influencias del glam metal. Su letra está inspirada en la canción «Pet Cementery» de Ramones, y trata sobre un amor inacabado, lleno de potencial no cumplido.
«El cementerio de mis sueños» se posicionó en el número 1 en la lista música de España, convirtiéndose en uno de los sencillos más exitosos y representativos de Fangoria.

## Lista de canciones y formatos
| Maxisencillo en CD publicado en España |                                                    |          |  |
| N.º                                    | Título                                             | Duración |  |
| 1.                                     | «El cementerio de mis sueños»                      | 3:08     |  |
| 2.                                     | «El rey del glam» (con Mägo de Oz)                 | 4:00     |  |
| 3.                                     | «El cementerio de mis sueños» (Hola Sangría Remix) | 5:20     |  |

| Sencillo en vinilo de 12" publicado en España |                                                    |          |  |
| N.º                                           | Título                                             | Duración |  |
| 1.                                            | «El cementerio de mis sueños»                      | 3:08     |  |
| 2.                                            | «El rey del glam» (con Mägo de Oz)                 | 4:00     |  |
| 3.                                            | «El cementerio de mis sueños» (Hola Sangría Remix) | 5:20     |  |

## Posicionamiento en listas

### Semanales
| Lista               | Posición |
| ------------------- | -------- |
| España (PROMUSICAE) | 1        |